# Manel Camp i Oliveras
Manel Camp i Oliveras (Manresa, 20 d'abril de 1947) és un pianista i compositor català, estretament lligat al moviment de la Nova Cançó des dels seus inicis, col·laborant en la instrumentació de concerts, l'arranjament de cançons i l'enregistrament de discs al costat d'intèrprets com Lluís Llach, Maria del Mar Bonet, Raimon, Joan Isaac o Esquirols, entre molts d'altres.
La seva trajectòria professional es va iniciar amb el grup Fusioon i va continuar amb experiències col·lectives, com el grup Manel Camp Trio, el duet amb el pianista de jazz Josep Mas 'Kitflus', o amb el percussionista Santi Arisa, l'Acústic Jazz Quintet, el quartet Jazz Songs i amb la pianista Ludovica Mosca.
Durant la seva carrera ha editat més de 30 discs i ha compost la banda sonora de diverses pel·lícules (una mostra de les quals està recollida al CD Banda Sonora editat per PICAP el 2002). També ha compost la partitura per a ballets, obres de cambra i espectacles musicals com El Retaule de la Llum, Més enllà del bosc, Canigó i Fades (aquests dos basats en l'obra de Verdaguer) o Solitud (a partir de l'obra de Víctor Català).
Entre els seus treballs cal destacar la publicació de diversos discs on interpreta amb el piano, i en clau de jazz, algunes de les melodies més emblemàtiques de la Nova Cançó: Cançons (PICAP, 1999) i País de cançons (Audiovisuals de Sarrià, 2003. Amb la Polifònica de Puig-reig).
Darrerament combina la seva tasca creativa i interpretativa amb la docència en l'àrea de Jazz i Música Moderna a l'Escola Superior de Música de Catalunya (ESMUC). El 14 de novembre de 2011 va dimitir juntament amb nou membres més del Plenari del Consell Nacional de la Cultura i de les Arts (del qual era membre dels del març de 2009) com a protesta pel trencament de model que proposa el projecte de llei Òmnibus.